# Канева ди Толмецо (Удине)
Канева ди Толмецо је насеље у Италији у округу Удине, региону Фурланија-Јулијска крајина.
Према процени из 2011. у насељу је живело 504 становника. Насеље се налази на надморској висини од 406 м.